# Characoma metalophota
Characoma metalophota är en fjärilsart som beskrevs av George Francis Hampson 1896. Characoma metalophota ingår i släktet Characoma och familjen trågspinnare. Inga underarter finns listade i Catalogue of Life.